# Cavolo di Pechino
Il cavolo di Pechino, anche noto come pe tsai, cavolo cinese o cavolo napa, è una cultivar di Brassica rapa tipicamente cinese coltivata anche in alcuni paesi dell'Europa, tra cui la Polonia.

## Caratteristiche
Si tratta di una pianta biennale con foglie quasi bianche, intere, che formano una testa allungata. Lo scapo fiorale compare il secondo anno e porta fiori gialli raggruppati in spighe. I frutti sono delle silique che racchiudono piccoli semi neri di forma sferica.

## Utilizzi

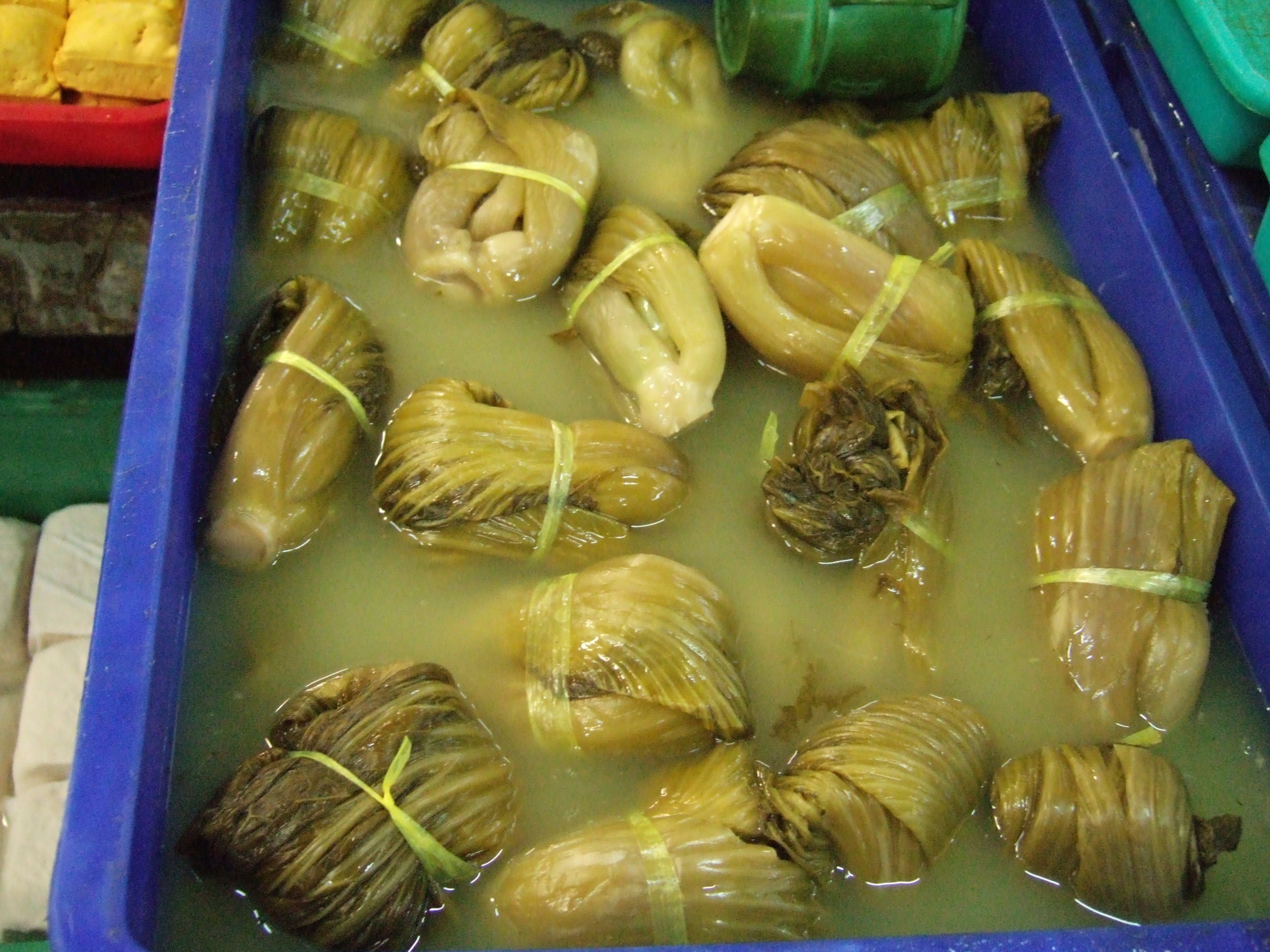
Pe-tsai sottoaceto

Il pe tsai viene consumato in vari modi, sia cotto (ad esempio in brodo o stufato) che crudo, oppure fermentato. Si usa anche, assieme ad altri ingredienti, nel ripieno di varie preparazioni come i classici jiaozi (ravioli al vapore). In Corea è uno degli ingredienti comuni nella preparazione del tradizionale kimchi.